# Волтер Джеремі Сандерс
Волтер Джеремі Сандерс III (англ. Walter Jeremiah Sanders III:9), або Джеррі Сандерс, 12 вересня 1936, Чикаго) — американський бізнесмен, найбільше відомий як співзасновник та багаторічний головний виконавчий директор (CEO) компанії Advanced Micro Devices (AMD). На ранніх етапах кар'єри займав керівні посади у відділі продаж Fairchild Semiconductor в період її розквіту.

## Кар'єра
- 1958 р. — закінчив Іллінойський університет в Урбана-Шампейн із ступенем бакалавра наук в галузі електротехніки.
- 1958 р. — починає працювати в Douglas Aircraft Company.
- 1958–1959 р.р. — інженер компанії Douglas Aircraft.
- 1959–1961 р.р. — інженер з продажу[en] у компанії Motorola.[1]
- Початок 1961 р. — переходить у підрозділ Fairchild Semiconductor компанії Fairchild Camera and Instrument[en].
- 1961–1969 р.р. — робить кар'єру у підрозділі продаж компанії Fairchild, займаючи посади менеджера з продажу, голови департаменту продаж, директора з маркетингу та всесвітнього директора з маркетингу.[1]
- 1 травня 1969 р. — в Чикаго засновує компанію AMD.[3]:43
- 1969–2002 р.р. — перша особа та головний виконавчий директор AMD.
- 2002 р. — виходить на пенсію і залишає свою посаду в AMD. Його місце зайняв Гектор Руіз[en].[4]

## Біографія
Джеррі Сандерс народився та виріс у котеджному районі на півдні Чикаго. Його родина відносилася до середнього класу і складалася з нащадків ірландських та шведських іммігрантів, серед яких зустрічалися представники різних європейських національностей: німців, шведів, ірландців та шотландців. Дід Джеррі по батьківській лінії був інженером-електриком, випускником Арморівського технологічного інституту і працював помічником головного інженера-електрика міста Чикаго. Батько був електромонтером, займався будівництвом ліній електропередач між штатами Індіаною та Іллінойсом, згодом ремонтував ліхтарі та світлофори.:1-2 На момент народження Джеррі, його батьки були ще дуже молодими: матері було 17 років, а батьку 21. Їх шлюб виявився невдалим, і через 3-4 роки після цього, вони розлучилися. У віці 5 років батьки віддали Джеррі на виховання діду та бабі по батьківській лінії, які і стали в результаті тими людьми, хто його виростив.:1-2

### Навчання
Джеррі відвідував «Початкову школу Чарльза В. Ерла» на півдні Чикаго, де проявив досить високі здібності. За відмінні результати у навчанні він одного разу був переведений на один додатковий клас вперед. У сьомому класі представляв школу на міських змаганнях з історії.
Середню освіту отримав у «Вищій технічній школі Ліндблума», що знаходилася біля його дому. Впродовж навчання досяг успіхів у засвоєнні математики, зацікавився важкою атлетикою та футболом. Школу закінчив у 1954 році із титулом «найкращий випускник».:14
За порадою діда, Джеррі вирішив піти до коледжу та стати інженером. Йому вдалося на конкурсній основі отримати грошову стипендію на навчання від фонду Джорджа В. Пульмана, засновника компанії Пульман. Навчальним закладом було обрано Іллінойський університет в Урбана-Шампейн. Як зізнався сам Сандерс, цей вибір він зробив через те, що там була доволі низька плата за навчання і таким чином в нього залишалося більше грошей для власних потреб, але пізніше про свій вибір він ніколи не шкодував: Іллінойський університет виявився одним з найкращих технічних навчальних закладів. Навчання Сандерс розпочав за фахом інженера-хіміка, оскільки йому стало відомо, що спеціалісти цього напрямку отримують найбільшу платню. Але після того як він усвідомив, що цей напрямок має слабке відношення до справжньої інженерії, він змінив свою точку зору, і згодом перевівся на спеціальність інженера-електрика.:14-15
У липні 1958 року Сандерс закінчив Іллінойський університет за фахом інженера-електрика зі ступенем бакалавра наук в галузі електротехніки.:18

### Перші кроки

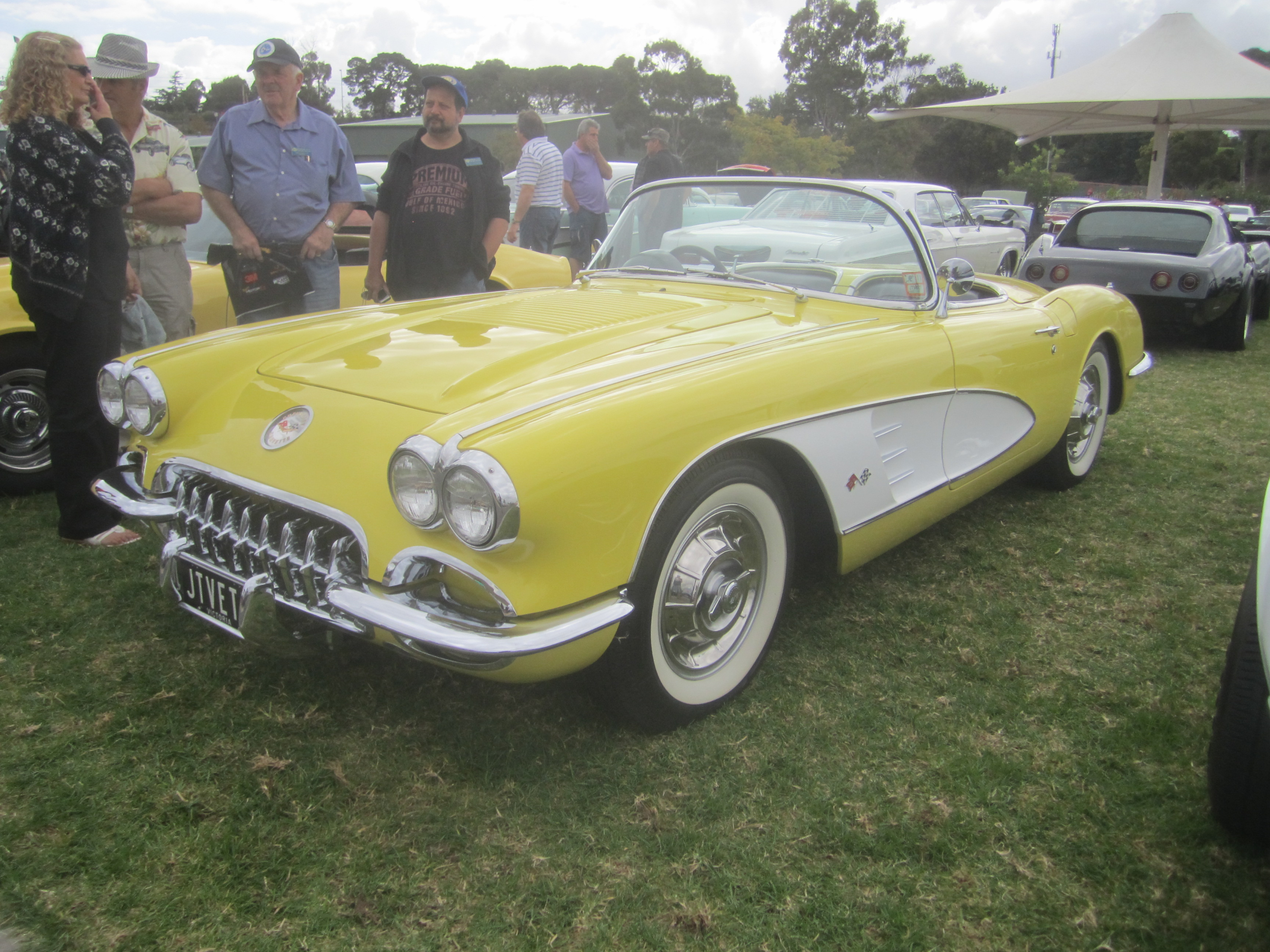
Chevrolet Corvette Roadster, 1958 року.

Після завершення навчання Джеррі бажав залишити Чикаго і розпочати нове життя — його приваблювало Західне узбережжя США. Ще будучи 16-ти річним хлопцем, він завжди мріяв про пляжі південної Каліфорнії і хотів там жити. Однак, в першу чергу Джеррі вирішив здійснити своє давнє бажання, і на усі свої, зароблені у студентські роки, гроші, придбав сучасний спортивний автомобіль — Шевроле Корветт 1958 року випуску.:19-20

#### Компанія Douglas Aircraft
У 1958 році Сандерс переїхав у Санта Моніку, штат Каліфорнія і почав працювати інженером у компанії Douglas Aircraft. За його власним зізнанням, серед усіх інших варіантів він обрав саме це місце роботи тому, що воно було розташоване «найближче до пляжу». Крім того, робота на підприємстві авіакосмічної галузі в Америці тих часів забезпечувала відстрочку від військової служби.:19
Тут він був задіяний у створенні компенсатора тримера керма висоти (англ. Pitch Trim Compensator) та системи керування засобами кондиціонування реактивного лайнера DC-8. В тому числі, займався розробкою напівпровідникового регулятора напруги для джерела живлення на магнітних підсилювачах.:24-25
Сандерс доволі швидко відчув розчарування у своїй роботі через низький рівень оплати інженерних посад та значний об'єм малопривабливих для нього креслярських робіт. Одна службова зустріч з торговельним агентом компанії Motorola змінила його погляд на свій фах. За словами Сандерса, його вразив розкішний зовнішній вигляд, заможність та респектабельність цього комерційного робітника і він усвідомив, що зможе досягти високих статків тільки після зміни роду своїх занять. Після цього Сандерс вирішив влаштуватися на роботу до компанії Motorola на посаду інженера з продажу.:24-25

#### Компанія Motorola
У 1959 році Сандерс почав працювати в офісі представництва компанії Motorola у Фініксі, штат Аризона. З огляду на молодий вік та відсутність необхідного досвіду, його не змогли одразу призначити інженером з продажу, і тому деякий час він працював консультантом. Сандерс мав гарні технічні знання і розумівся у напівпровідниковій техніці значно краще ніж типовий торговельний співробітник. Тому, в його обов'язки входило надавання допомоги клієнтам компанії при виникненні в них технічних питань.:25-26
Сандерс добре проявив себе у цій діяльності і одночасно зміг налагодити добрі стосунки з керівництвом. В результаті, він був доволі швидко переведений до чиказького офісу на посаду інженера з продажу. Повернувшись додому, він почав займатися збутом напівпровідникової продукції Motorola у навколишніх регіонах — на півдні Вісконсину та Мічигану, у північних частинах Іллінойсу та Індіани, а також в районі самого Чикаго. У цьому Сандерс зміг досягти помітних успіхів — йому вдавалося продавати електронні компоненти своєї компанії навіть в умовах, коли аналогічні продукти конкурентів переважали їх за своїми характеристиками. Він не мав намірів залишати компанію Motorola і вважав, що це місце роботи буде для нього постійним.:26-27
На початку 1961 року Сандерс отримав запрошення на співбесіду від компанії Fairchild Semiconductor — одного з конкурентів Motorola із північної Каліфорнії. За його власним зізнанням, він спочатку не сприйняв це серйозно і поставився до запрошення лише як до можливості відвідати Каліфорнію і добре відпочити на вихідних. Однак, зустріч з Робертом Нойсом та іншими працівниками компанії, сильно вплинули на нього.:27-29 За словами Сандерса:
|  | Відверто кажучи, Я був просто приголомшений рівнем цих неймовірно великих людей... Боб Нойс був найрозумнішою людиною, яку Я будь-коли зустрічав у своєму житті. Він був конгеніальним. Він був притягуючим... Ми говорили з ним про ті речі, якими вони займаються, і Я подумав про себе: «Боже мій, Я справді повинен піти працювати в цю компанію». Мої розваги на вихідних у Каліфорнії одразу закінчилися. Замість цього Я почав шукати можливість отримати роботу поряд з цими хлопцями. |

### Компанія Fairchild Semiconductor

Логотип компанії Fairchild.

У 1961 році Сандерс знову переїхав до Каліфорнії і став співробітником відділу продаж у Fairchild Semiconductor. За його спогадами, ті роки його життя були неймовірними, оскільки у напівпровідниковій індустрії тоді відбувалися революційні перетворення, що змінювали світ. Зокрема, у Fairchild Semiconductor було розроблено планарну технологію виготовлення транзисторів і створено сучасний тип інтегральних мікросхем. Компанія постійно запроваджувала у виробництво нові винаходи і була одним з технологічних лідерів галузі, перед нею відкривалися нові ринки, що забезпечувало стрімкий розвиток. Сандерс з успіхом робив кар'єру менеджера у комерційному відділі. Почавши працювати менеджером з продажу, він в подальшому займався маркетинговою діяльністю і поступово піднявся до посади всесвітнього директора з маркетингу. Він був одним з найкращих торговельних співробітників Fairchild і перед ним відкривалися перспективи стати віце президентом компанії.:33-34
Однак, з 1967 року Fairchild Semiconductor входить у період поступового занепаду — її прибутки скорочуються і вона втрачає свої колишні ринкові позиції, а провідні спеціалісти починають один за одним залишати компанію. Зокрема, у 1968 році з неї пішли Роберт Нойс та Гордон Мур і заснували свою власну компанію — Intel. В цей час у Fairchild Semiconductor змінюється керівництво і ключові посади займає нова команда менеджерів під головуванням Лестера Хогана. Сандерс не зміг знайти із ним спільної мови і в результаті, наприкінці 1968 року, був фактично звільнений з роботи.:41

### Компанія Advanced Micro Devices

Логотип компанії AMD.

Після звільнення з Fairchild, у 1968 році, Сандерс опинився в скрутному становищі. Однак, саме у цей час до нього почали звертатися деякі його колишні колеги із пропозиціями створити власний бізнес.:40
Першим з них був Джек Гіффорд — колишній маркетолог аналогового підрозділу Fairchild, який разом із ще чотирма однодумцями мав намір заснувати напівпровідникову компанію з розробки аналогових інтегральних мікросхем. На той момент він вже більше року безуспішно шукав потенційних інвесторів для свого проекту і тому запропонував Сандерсу приєднатися до них, оскільки йому була потрібна людина, що зможе знайти необхідні для створення компанії кошти.
Дещо пізніше до Сандерса звернувся інший звільнений співробітник Fairchild — Джон Керрі, який в минулому очолював підрозділ цифрових мікросхем. Він планував створити бізнес з виробництва комплементарної транзисторної логіки. Сандерс вирішив об'єднати їх зусилля у спільній справі і додатково залучив у команду свого давнього друга Едвіна Терні, якому в новій компанії належало стати віце-президентом з продажу.:40-41
Задачу знаходження суми коштів, необхідних для відкриття напівпровідникової фірми, Сандерс взяв на себе, але одразу поставив умову, що саме він стане президетном майбутньої компанії. Ним був написаний бізнес-план та розроблено програму дій щодо залучення фінансів. Однак, незважаючи на це, отримання потрібних коштів виявилося дуже складною проблемою. Сам Сандерс жартома описує це так::41
|  | Як і Боб Нойс, який любить казати, що йому знадобилося п'ять хвилин для пошуку п'яти мільйонів доларів, Я люблю говорити, що мені знадобилися п'ять мільйонів хвилин для пошуку п'яти доларів. |

Він звертався до різних впливових венчурних підприємців та інвесторів того часу, серед яких були Артур Рок і Макс Палєвські, але усюди отримував відмову. Причини називалися різні: відсутність необхідного досвіду, низький творчий потенціал його команди, несприятливі ринкові умови, тощо. Однак, незважаючи на це, Сандерс не піддався розчаруванню і проявив наполегливість. При необхідній сумі у $ 1 500 000, йому врешті решт вдалося поступово, фактично «по крихтам», зібрати $1 505 000, і в результаті, 1 травня 1969 року було засновано фірму AMD. В подальшому, при облаштуванні перших приміщень і офісів, їм доводилося брати в лізинг обладнання та купувати раніше використані меблі у інших фірм, оскільки стартова сума коштів була дуже скромною.:41-43
Від самого початку AMD замислювалася як компанія, що відіграватиме на ринку роль альтернативного постачальника і буде займатися виробництвом вже існуючих моделей мікросхем, створених іншими компаніями. Вона не орієнтувалася на проведення складних науково-дослідних робіт, а її важливою метою було досягнення високої доходності.:43 Очолюючи компанію, Сандерс робив ставку на великі обсяги продаж та маркетингові заходи. Фактично завдяки йому AMD отримала свою особливу модель розвитку, засновану на успішному конкуруванні із значно потужнішим суперником за рахунок зваженої цінової політики. В подальшому, AMD почала також займатися розробками власних моделей напівпровідникових пристроїв, і змогла досягти в цьому відчутних успіхів.:57-58
Сандерсу неодноразово вдавалося виводити компанію із скрутного становища. У 1974 році, коли AMD була на грані банкрутства, він зумів укласти торговельний контракт з одним із дистриб'юторів електроніки, який фактично врятував компанію. У 1982 році, завдяки зусиллям Сандерса, AMD змогла підписати ліцензійну угоду з Intel, що виявилася в подальшому доленосною. Згідно з цією угодою, AMD ставала другим постачальником процесорів Intel для фірми IBM, що давало їй можливість виготовляти розроблені в Intel мікросхеми, і реалізовувати їх під власною торговельною маркою. Врешті-решт це і перетворило AMD на єдиного існуючого конкурента компанії Intel на ринку процесорів. Для AMD почалися «золоті часи», і на початку 1984 року її біржові позиції досягли історичного максимуму. Але разом з тим, ринкова ситуація почала швидко змінюватися, і у тому ж році прибутки компанії скоротилися у 2 рази.:52 А у 1986 році, який Сандерс визнає найгіршим у своєму житті, AMD знаходилася на межі банкрутства. Компанія Intel, відчуваючи посилення конкуренції з боку AMD, відмовилася передавати їй свою нову розробку — мікропроцесор Intel 80386, не зважаючи на існуючу між ними угоду. В результаті, AMD була змушена скорочувати витрати і компанією прокотилася хвиля звільнень. Але Сандерс не зламався і вирішив боротися до кінця — він зміг домовитися зі своїм давнім конкурентом і у 1987 році придбав його компанію Monolithic Memories, що дало змогу вирішити поточні фінансові проблеми.:53-55 В подальшому, AMD суттєво змінила свою ринкову модель і почала випускати мікропроцесори власної розробки.:58
Сандерс впродовж 33 років залишався головним директором AMD, а у 2002 році передав свою посаду Гектору Руізу.

## Особистість
З раннього дитинства, після розлучення батьків, Джеррі виховувався дідом та бабою по бітьківській лінії, яких він сам охарактеризував як людей добрих та богобоязливих. Особливо сильно на розвиток Джеррі вплинув дід, який був вибагливим та суворим, мав почуття відповідальності і високі моральні якості. За визнанням самого Сандерса, усі прищеплені йому в дитинстві світоглядні цінності та орієнтири він отримав саме від нього. Дід мав консервативні погляди на життя і з юних років вселяв в онука думку про необхідність отримання гарної освіти і про важливість сумлінної праці, а також виховавував в ньому почуття обов'язку.:4 Джеррі рано усвідомив, що в житті йому доведеться усього добиватися самому.
Однією з причин своїх, доволі високих, успіхів у навчанні, Сандерс назвав саме свого діда, якого він шанував і намагався не осоромитися в його очах. З іншого боку, Сандерс завжди підозрював, що був явно обдарованою дитиною: за його спогадами, в той час він мав IQ між 135 та 165 балами.:5
Дитинство Сандерса припало на часи Другої світової війни та повоєнні роки, матеріальні умови були не найкращими. За його словами, в дитинстві він не мав особливих технічних захоплень і радіотехнікою не цікавився. Він хотів у майбутньому мати краще життя і мріяв про те, що йому було приємно. Найбільшою з таких мрій було бажання стати кіноактором, і до цього, на його думку, він мав певні здібності: він був артистичним та мав гарну статуру.:8-9,12,20 Разом з тим, дід переконував його, що для того, аби бути щасливим, потрібно заробляти собі на життя, і якщо він буде інженером, то завжди зможе знайти собі роботу. Сандерс із цим погодився, і в результаті вирішив стати інженером.
Після першого семестру навчання в університеті, у віці 18 років, Сандерс був жорстоко побитий і ледь не загинув. Ця подія та обставини за яких вона сталася, наклали відбиток на усе його подальше життя. На одній з вечірок приятель Сандерса був атакований декількома членами місцевої молодіжної банди «Чінайн» (англ. Chicago Nine). Джері прийшов товаришу на допомогу і втрутився у нерівну бійку, але цей товариш одразу втік з місця подій, як тільки видався влучний момент, залишивши його самого. В результаті, Сандерс був побитий до втрати свідомості, отримав переломи носа та черепу, травми ребер, а його спину було порізано пивною пляшкою. Тіло заховали у сміттєвому контейнері і фактично покинули там помирати. На допомогу прийшов лише знайомий сусід, який відвіз непритомного Сандерса у багажнику свого автомобіля до найближчої лікарні. Сандерс знаходився у комі декілька днів, і оточуючі навіть мали сумніви в тому, що він зможе вижити — над ним здійснили останній обряд. Джеррі довго одужував, і зміг повернутися до навчання лише через пів року після цього, пропустивши один семестр.:16-18
Пізніше Сандерс визнав, що цей інцидент навчив його важливості таких людських якостей як вірність та чесність у стосунках, а також продемонстрував, наскільки небезпечно покладатися на неперевірених людей.:17 Він усвідомив абсолютну необхідність в усьому покладатися на себе. Отримані ушкодження зробили його малопридатним до акторської професії, що зруйнувало надії Сандерса на кар'єру в кіно. Але тим не менш, це надало йому додатковий поштовх рухатися вперед. Він вирішив добитися у своїй спеціальності максимальних висот і бути гарним інженером.:17 В своєму інтерв'ю, Сандерс зазначив:
|  | Одного разу Я сказав: "Я можу вмерти, але не можу програти". Тут малося на увазі, що в кожній справі Я завжди буду віддавати себе повністю. Я не можу програти, тому що такий варіант не є можливим. Я помру раніше ніж програю. |

Своє звільнення з компанії Fairchild Semiconductor у 1968 році Сандерс сприйняв дуже болісно. Йому тоді виповнилося 32 роки і він не мав значних заощаджень, однак у нього була сім'я з двома дітьми і значні борги за іпотекою. Він не знав, що робити далі і був близький до розпачу.:39 Як згадував Сандерс:
|  | В житті для мене це був найбільший удар. Мені хотілося довести що це була помилка. Усе моє життя полягало в тому, щоби поводитися з людьми чесно, а зі мною вчинили не чесно. |

Опинившись у такій ситуації, він разом з товаришами вирішив створити власну напівпровідникову фірму. За його словами, він збирався заснувати компанію, яка «ґрунтувалася би на тому що є правильним, а не на тому хто є правий». В подальшому, Сандерсу довелося витратити багато особистих зусиль на те, щоб знайти мінімально потрібні кошти для організації такого бізнесу.:41

### Репутація і колорит
Очоливши новостворену компанію AMD, Сандерс за роки своєї 30-ти річної роботи заробив репутацію харизматичного керівника, який дбає про своїх працівників, а його рішучість та наполегливість стали легендарними. Навіть у ситуаціях важких криз, яких було чимало, Сандерс намагався не звільняти своїх працівників. Замість цього, з метою прискорення випуску продукції та збільшення її кількості, він інколи закликав робітників працювати по суботах. В своєму середовищі Сандерса вважають колоритною і яскравою особистістю, здатною на широкі жести та оригінальні і несподівані вчинки. Крейг Баррет, головний виконавчий директор Intel, описав це так: «В той час, коли більшість керівників напівпровідникової індустрії тієї пори, мали потужний інженерний досвід, можна вважати, що вони були агресивними інтровертами, стиль Джеррі у порівнянні з ними був дуже відмінним».
Наприклад, в кінці першого з кварталів, у якому AMD вдалося заробити $1 млн, Сандерс особисто стояв біля дверей офісу і кожному працівнику, хто з нього виходив, вручав по $100. Іншого разу, у 1980 році він провів серед працівників AMD лотерею, за результатами якої один з робітників отримав щомісячну надбавку у $1000 впродовж 20 років (усього $240 тис.). У важкі періоди, для підняття духу, Сандерс міг виступити перед своїми працівниками із надихаючою промовою у супроводі патріотичної музики, або роздрукувати плакати, на яких він був зображений у вигляді Індіани Джонса.
Від своїх колег Сандерс отримав прізвисько «Голлівуд», а дехто його називає «Пітером Пеном» Кремнієвої долини. Джордж Скаліс, президент Асоціації напівпровідникової промисловості, відгукнувся про нього так: «Його великими чеснотами є його лідерські якості та почуття справедливості. Він один з найкращих людей у світі на яких можна працювати — один с найсправедливіших людей».
В останній час свого перебування на посаді, у віці 65 років, Сандерс залишався останнім працюючим представником першого покоління засновників Кремнієвої долини. Реджис МакКенна, стратег-маркетолог Кремнієвої долини з 30-ти річним досвідом, висловився тоді про нього так: «Він є людиною непорушної стійкості та конкурентоздатності. Він все ще там і досі працює. Він все ще змагається та штовхає цю компанію вперед.» Відійшовши від справ, Сандерс живе із родиною у власному будинку в Лос-Анджелесі, займається благодійністю, полюбляє мандрувати. Він визнає, що зараз володіє «близько 12 машинами», включаючи два Бентлі, пару Мерседесів та спортивний універсал від BMW. Як висловився сам Джеррі:
|  | Я люблю жити в гарних будинках. Я люблю водити гарні машини. Я люблю їсти гарну їжу. Я люблю мати гарні місця в театрі та на балеті. Я маю благословіння. Я тяжко працював. Я заробив свої гроші... Я хлопець з Американської мрії... Але Я не той ким можу здаватися, з огляду на мої машини. На мій погляд найважливішим є зміст людини. Якщо Я і знаменитий, то тільки завдяки моїм словам та діям, тому що вони мають значення та сприймаються людьми. |

## Роль у напівпровідниковій індустрії
Уілфред Корріган, засновник та виконавчий директор корпорації LSI, який на ранніх етапах був колегою Сандерса, відмічав про нього, що «Джеррі був хлопцем який розробив справжні механізми продажу мікросхем та виведення їх на ринок. Багато з нас вважали, що він обрав не свою професію, можливо кращим місцем для нього була б кіноіндустрія».
Під керівництвом Сандерса, AMD змогла впродовж більше 10 років знаходитися у прямому протистоянні із компанією-лідером процесорного ринку — Intel, витримуючи при цьому дуже жорстку конкуренцію з її боку. В цілому, на початку 2000-х років, Intel мала у 10 разів більший виторг, у 62 рази більшу ринкову капіталізацію і значно вищий науково-технічний потенціал. За цей час AMD неодноразово знаходилася на межі банкрутства, але кожного разу шляхом надзвичайних заходів її вдавалося врятувати. На початку 2000-х, AMD навіть змогла тимчасово вирватися вперед, випустивши мікропроцесор Athlon, який виявився значно кращим продуктом ніж Pentium III у конкурента. Це похитнуло імідж Intel, як безперечного лідера і монополіста галузі. На думку спостерігачів, усе це стало можливим в першу чергу завдяки потужним особистим якостям Сандерса, його ентузіазму у сфері маркетингу та любові до боротьби. Після багатьох років безперервного протистояння, побудована Сандерсом компанія є останнім конкурентом Intel на ринку мікропроцесорів для персональних комп'ютерів. В цілому, на початок 2000-х років, AMD залишилася фактично єдиною, окрім Intel, напівпровідниковою компанією, що була заснована ще наприкінці 1960-х років, і якій вдалося проіснувати з тих пір, зберігаючи власну незалежність.:42 Саме завдяки існуванню AMD і конкуренції з її боку, Intel свого часу була змушена постійно знижувати ціни на свою продукцію, а також випускати більш дешеві модифікації своїх мікропроцесорів Pentium під загальною назвою Celeron. За словами Джеррі Сендерса:
|  | Понад усе люди, а продукція та прибутки прийдуть потім. В Intel над проектами працюють сотні інженерів, а у нас менше ста... Конкуренція з Intel нагадує бій 800-фунтової горили та віртуальної горили. |

AMD вперше у Кремнієвій долині започаткувала практику розподілу власних прибутків (тантьєму) для винагороди своїх працівників. Крім того, одним із значних нововведень було надання усім співробітникам опціонів на акції компанії.:45
Сам Сандерс свою роль охарактеризував так::61
|  | Я хотів би лишитися в пам'яті як людина, яка заснувала компанію не заради здійснення технологічних проривів, або отримання великого статку. Я лише хотів створити таке суспільне об'єднання, де з людьми поводилися би чесно, і куди б вони приходили заради здійснення своїх мрій. Якщо мені вдалося зробити хоча б малий крок в цьому напрямку, то Я можу цим пишатися, і мої діти могли б пишатися мною. |

У 1970-ті роки багато напівпровідникових компаній займалися виробництвом копій та клонів мікросхем, що були розроблені іншими фірмами. Разом з тим, сформувалася традиція, за якої кожний виробник використовував власну систему найменування моделей напівпровідникових приладів. В результаті, постійно виникали ситуації, коли мікросхеми-аналоги з однаковою функціональністю мали декілька паралельних назв, що створювало зайву плутанину і було дуже незручним для кінцевого покупця. За ініціативою Сандерса, компанія AMD вперше почала використовувати числові позначки оригінальних розробників у назвах своєї продукції. З одного боку, цей крок для AMD мав неприємні наслідки — компанія одразу стала мішенню для численних судових позовів, але усі вони, в кінцевому рахунку, були вирішені на користь AMD. Однак, в той же час, це надало його компанії конкурентні переваги.:46-47
З 1987 року в Іллінойському університеті в Урбана-Шампейн, який свого часу закінчив Джеррі Сандерс, у березні місяці щорічно проводяться дводенні «Змагання з дизайнерської творчості імені Джеррі Сандерса». Цей турнір спонсорується компанією AMD, а його організаторами і адміністраторами виступають самі студенти університету. На турнірі порівнюються можливості роботизованих пристроїв, збудованих різними студентськими командами.

## Додаткові посилання
- Jerry Sanders AMD vid [Монолог Джеррі Сандерса]. YouTube (англійською) . Архів оригіналу за 28 червня 2014. Процитовано 31 січня 2014.
- The Legacy of Fairchild Semiconductor [Спадок компанії Fairchild Semiconductor]. YouTube (англійською) . 5 жовтня 2007. Архів оригіналу за 31 січня 2014. Процитовано 31 січня 2014.